# Coupe d'Algérie féminine de football
La Coupe d'Algérie féminine de football (en arabe : كأس الجزائر النسائية), est une compétition dans laquelle s'affrontent tous les clubs algériens de football féminin. Elle a été créée lors de la saison 1998-1999.
Le club le plus titré dans cette compétitions est l'ASE Alger Centre qui possède à son actif dix trophées. L'Afak Relizane compte six victoires. Le Flambeau de Blida est le premier vainqueur de la compétition.

## Finales
| Édition    | Date                                                  | Vainqueur                                             | Score                                                 | Finaliste                                             |
| ---------- | ----------------------------------------------------- | ----------------------------------------------------- | ----------------------------------------------------- | ----------------------------------------------------- |
| 1998-1999  | 2 juillet 1998                                        | Flambeau de Blida                                     | 3-1                                                   | FC Béjaïa                                             |
| 1999-2000  | 1er novembre 2000                                     | ASE Alger Centre                                      | 3-0                                                   | MB Constantine                                        |
| 2000-2001  | 1er mai 2001                                          | ASE Alger Centre                                      | 2-1                                                   | AS Intissar Oran                                      |
| 2001-2002  | 5 mai 2002                                            | ASE Alger Centre                                      | 3-2                                                   | AS Intissar Oran                                      |
| 2002-2003  | 3 mai 2003                                            | ASE Alger Centre                                      | 3-2                                                   | AS Evasion Béjaïa                                     |
| 2003-2004  | 9 mai 2004                                            | ASE Alger Centre                                      | 2-1                                                   | AS Intissar Oran                                      |
| 2004-2005  | 12 mai 2005                                           | ASE Alger Centre                                      | 6-1                                                   | CSF Oran                                              |
| 2005-2006  | 1er juin 2006                                         | ASE Alger Centre                                      | 4-1                                                   | AS Evasion Béjaïa                                     |
| 2006-2007  | 24 mai 2007                                           | ASE Alger Centre                                      | 7-2                                                   | AS Jawharet Canastel                                  |
| 2007-2008  | 18 juin 2008                                          | ASE Alger Centre                                      | 1-0                                                   | Afak Relizane                                         |
| 2008-2009  | 2 mai 2009                                            | ASE Alger Centre                                      | 1-0                                                   | Afak Relizane                                         |
| 2009-2010  | 15 avril 2010                                         | Afak Relizane                                         | 3-0                                                   | ASE Alger Centre                                      |
| 2010-2011  | 30 mai 2011                                           | Afak Relizane                                         | 0-0, 3-2 tab                                          | CLT Belouizdad                                        |
| 2011-2012  | 13 avril 2012                                         | Afak Relizane                                         | 2-1                                                   | FC Constantine                                        |
| 2012-2013, | 26 avril 2013                                         | Afak Relizane                                         | 5-0                                                   | FC Constantine                                        |
| 2013-2014  | 26 avril 2014                                         | Afak Relizane                                         | 4-1                                                   | FC Constantine                                        |
| 2014-2015  | 26 mai 2015                                           | AS Sûreté nationale                                   | 0-0, 3-1 tab                                          | FC Constantine                                        |
| 2015-2016  | 30 avril 2016                                         | Afak Relizane                                         | 2-1                                                   | FC Constantine                                        |
| 2016-2017  | 12 mai 2017                                           | AS Sûreté nationale                                   | 3-1                                                   | JF Khroub                                             |
| 2017-2018  | 7 mai 2018                                            | FC Constantine                                        | 1-1, 4-2 tab                                          | AS Sûreté nationale                                   |
| 2018-2019  | 27 avril 2019                                         | FC Constantine                                        | 2-1                                                   | AS Sûreté nationale                                   |
| 2019-2020  | Édition abandonnée à cause de la pandémie de Covid-19 | Édition abandonnée à cause de la pandémie de Covid-19 | Édition abandonnée à cause de la pandémie de Covid-19 | Édition abandonnée à cause de la pandémie de Covid-19 |
| 2020-2021  | Éditions non jouées                                   | Éditions non jouées                                   | Éditions non jouées                                   | Éditions non jouées                                   |
| 2021-2022  | Éditions non jouées                                   | Éditions non jouées                                   | Éditions non jouées                                   | Éditions non jouées                                   |
| 2022-2023  | 19 juin 2023                                          | JF Khroub                                             | 0-0, 4-3 tab                                          | CS Constantine                                        |
| 2023-2024  | 3 mai 2024                                            | CF Akbou                                              | 0-0, 5-4 tab                                          | CS Constantine                                        |
| 2024-2025  | 1er mai 2025                                          | JS Kabylie                                            | 3-1                                                   | CF Akbou                                              |

## Bilan
| Rang | Clubs                       | Titres | Années                                                     | Finales | Années                                   |
| ---- | --------------------------- | ------ | ---------------------------------------------------------- | ------- | ---------------------------------------- |
| 1    | ASE Alger Centre            | 10     | 2000, 2001, 2002, 2003, 2004, 2005, 2006, 2007, 2008, 2009 | 1       | 2010                                     |
| 2    | Afak Relizane               | 6      | 2010, 2011, 2012, 2013, 2014, 2016                         | 2       | 2008, 2009                               |
| 3    | CS Constantine              | 2      | 2018, 2019                                                 | 7       | 2012, 2013, 2014, 2015, 2016, 2023, 2024 |
| 4    | AS Sûreté nationale (Alger) | 2      | 2015, 2017                                                 | 2       | 2018, 2019                               |
| 5    | JF Khroub                   | 1      | 2023                                                       | 1       | 2017                                     |
| 6    | Flambeau de Blida           | 1      | 1999                                                       | 0       |                                          |
| 6    | CF Akbou                    | 1      | 2024                                                       | 1       | 2025                                     |
| 6    | JS Kabylie                  | 1      | 2025                                                       | 0       |                                          |
| 8    | AS Intissar Oran            | 0      |                                                            | 3       | 2001, 2002, 2004                         |
| 8    | AS Evasion Béjaïa           | 0      |                                                            | 2       | 2003, 2006                               |
| 10   | FC Béjaïa                   | 0      |                                                            | 1       | 1999                                     |
| 10   | MBS Constantine             | 0      |                                                            | 1       | 2000                                     |
| 10   | CSF Oran                    | 0      |                                                            | 1       | 2005                                     |
| 10   | AS Jawharet Canastel (Oran) | 0      |                                                            | 1       | 2007                                     |
| 10   | CLT Belouizdad (Alger)      | 0      |                                                            | 1       | 2011                                     |

## Palmarès des équipes de jeunes en Coupe d'Algérie féminine

### Coupe d'Algérie féminine des U20 / U19
| Édition                          | Date                             | Vainqueur                        | Score                            | Finaliste                        | Stade                                |
| Coupe d'Algérie féminine des U20 | Coupe d'Algérie féminine des U20 | Coupe d'Algérie féminine des U20 | Coupe d'Algérie féminine des U20 | Coupe d'Algérie féminine des U20 | Coupe d'Algérie féminine des U20     |
| -------------------------------- | -------------------------------- | -------------------------------- | -------------------------------- | -------------------------------- | ------------------------------------ |
| 2010-2011                        | 1er mai 2011                     | ASE Alger Centre                 | 4-0                              | ASFW Béjaïa                      |                                      |
| 2011-2012                        | annulée                          | annulée                          | annulée                          | annulée                          | annulée                              |
| 2012-2013                        | 26 avril 2013                    | ASE Alger Centre                 | 1-1 ?-? tab                      | CF Akbou                         |                                      |
| 2013-2014                        | 26 avril 2014                    | AS Intissar Oran                 | 1-0                              | AS Sûreté nationale              |                                      |
| 2014-2015                        | 17 mai 2015                      | FC Béjaïa                        | 4-1                              | CF Akbou                         |                                      |
| 2015-2016                        | 30 avril 2016                    | CF Akbou                         | 2-1                              | Afak Relizane                    | Stade Djilali-Bounaâma, Boumerdès    |
| 2016-2017                        | 12 mai 2017                      | FC Constantine                   | 0-1                              | CF Akbou                         | Stade du 8-Mai-1945, Sétif           |
| 2022-2023                        | 23 juin 2023                     | Afak Relizane                    | 0-0, ?-? tab                     | CF Akbou                         | Stade Ahmed-Zabana, Oran             |
| 2023-2024                        | 1er mai 2024                     | Afak Relizane                    | 4-1                              | CF Akbou                         | Stade Salem Mabrouki, Rouïba (Alger) |
| Coupe d'Algérie féminine des U19 |                                  |                                  |                                  |                                  |                                      |
| 2024-2025                        | 1er mai 2025                     | CF Akbou                         | 5-0                              | FC Béjaia                        | Stade Mustapha-Tchaker, Blida        |

### Coupe d'Algérie féminine des U17 / U16
| Édition                          | Date                             | Vainqueur                        | Score                            | Finaliste                        | Stade                                |
| Coupe d'Algérie féminine des U17 | Coupe d'Algérie féminine des U17 | Coupe d'Algérie féminine des U17 | Coupe d'Algérie féminine des U17 | Coupe d'Algérie féminine des U17 | Coupe d'Algérie féminine des U17     |
| -------------------------------- | -------------------------------- | -------------------------------- | -------------------------------- | -------------------------------- | ------------------------------------ |
| 2010-2011                        | 1er mai 2011                     | ASE Alger Centre                 | 2-0                              | FC Bel Abbès                     |                                      |
| 2011-2012                        | annulée                          | annulée                          | annulée                          | annulée                          | annulée                              |
| 2012-2013                        | 26 avril 2013                    | ASE Alger Centre                 | 3-0                              | Afak Relizane                    |                                      |
| 2013-2014                        | 26 avril 2014                    | ASE Alger Centre                 | 2-2, ?-? tab                     | FC Bel Abbès                     |                                      |
| 2014-2015                        | 17 mai 2015                      | CF Akbou                         | 2-1                              | ASE Alger Centre                 |                                      |
| 2015-2016                        | 30 avril 2016                    | CF Akbou                         | 0-0, ?-? tab                     | FC Constantine                   |                                      |
| 2016-2017                        | 12 mai 2017                      | ASE Alger Centre                 | 3-1                              | Afak Relizane                    | Stade du 8-Mai-1945, Sétif           |
| 2022-2023                        | 23 juin 2023                     | Afak Relizane                    | 3-0                              | CF Akbou                         | Stade Ahmed-Zabana, Oran             |
| 2023-2024                        | 3 mai 2024                       | CF Akbou                         | 1-1, 4-3 tab                     | ASE Alger Centre                 | Stade Salem Mabrouki, Rouïba (Alger) |
| Coupe d'Algérie féminine des U16 |                                  |                                  |                                  |                                  |                                      |
| 2024-2025                        | 1er mai 2025                     | CF Akbou                         | 3-0                              | FC Béjaia                        | Stade Mustapha-Tchaker, Blida        |

### Coupe d'Algérie féminine des U15
| Édition   | Date         | Vainqueur | Score | Finaliste     | Stade                                |
| --------- | ------------ | --------- | ----- | ------------- | ------------------------------------ |
| 2023-2024 | 1er mai 2024 | CF Akbou  | 3-0   | Afak Relizane | Stade Salem Mabrouki, Rouïba (Alger) |

## Voir Aussi
- Championnat d'Algérie de football féminin
- Coupe de la Ligue d'Algérie de football féminin
- Supercoupe d'Algérie de football féminin